# 京都府立大学の人物一覧
京都府立大学の人物一覧は、京都府立大学に関係する人物の一覧記事。女子短期大学部を含む。

## 著名な教職員（元を含む）
- 壽岳章子
- 臼田昭
- 中村善也
- 上田純一
- 佐藤洋一郎
- 青地伯水
- 野間正二

### 学長
- 小堀憲
- 門脇禎二
- 渡辺信一郎 (中国史学者)
- 塚本康浩

## OB・OG

### 政治

#### 元職国会議員
- 瀬古由起子 - 元衆議院議員（日本共産党）

#### 市町村長
- 榊原純夫 - 元半田市長、元半田市副市長

### 行政
- 廣瀬徹也 - 外交官。駐アゼルバイジャン特命全権大使、アジア・太平洋国会議員連合事務総長など

### 研究者・学者
- 磯田道史 - 歴史学者（文学部史学科を中退後、慶應義塾大学文学部へ再入学）
- 有坂道子 - 歴史学者。京都橘大学准教授
- 上田純一 - 歴史学者。京都府立大学名誉教授
- 金本龍平 - 食品科学者。京都大学名誉教授
- 河内将芳 - 歴史学者。奈良大学教授
- 樫村愛子 - 社会学者。愛知大学教授
- 上鹿渡和宏 - 社会福祉学者。早稲田大学教授
- 北山昭 - 昆虫学者。ゲンゴロウ類研究の第一人者
- 駒井幸雄 - 環境化学者、農学者。大阪工業大学元教授
- 小松幸平 - 林学者。京都大学名誉教授、日本木材学会長
- 佐竹秀雄 - 国語学者。国立国語研究所元主任研究官、武庫川女子大学名誉教授・同言語文化研究所元所長
- 孫躍新 - 建築史学者。京都情報大学院大学教授
- 田中千尋 - 農学者。京都大学教授、日本菌学会元会長
- 冨永達 - 植物学者。京都大学名誉教授、日本雑草学会元会長
- 中井真孝 - 歴史学者。佛教大学元学長、佛教教育学園理事長
- 西應浩司 - デザイン学者。大阪工業大学教授
- 西尾久美子 - 経営学者。近畿大学教授
- 藤田勝久 - 歴史学者。愛媛大学名誉教授
- 丸橋良雄 - 英文学者。京都大学名誉教授、日本演劇学会元理事
- 村上公久 - 林学者。森林総合研究所元主任研究官、聖学院大学教授
- 森章 - 生態学者。横浜国立大学准教授
- 藪内稔 - 心理学者。東京大学名誉教授、京都ノートルダム女子大学元学長
- 山田利博 - 樹病学者。東京大学教授
- 横山広充 - デザイン学者。大阪工業大学准教授

### 財界
- 宮内謙 - ソフトバンク社長兼CEO、元電気通信事業者協会会長
- 平野陽三 - 前澤友作のマネージャー兼プロデューサー

### 文学
- 天野健太郎 - 翻訳家
- 石黒佐近 - 小説家、やまなし文学賞
- 小堀邦夫 - 作家、詩人、元靖国神社宮司、神社本庁参与
- 島本慈子 - ノンフィクション作家
- 辰巳泰子 - 歌人（短期大学部卒業）
- 田村喜子 - ノンフィクション作家
- 永田ガラ - ライトノベル作家
- 森岡浩之 - SF作家
- 山村美紗 - 推理作家（短期大学部卒業）

### 芸術
- 青木朋 - 漫画家
- 郡裕美 - 建築家、大阪工業大学教授
- 水野恵 - 篆刻家

### 芸能
- 有馬自由 - 俳優
- 西谷尚雄 - 音楽プロデューサー、CMプランナー
- 菱田盛之 - 声優
- 竹内知咲 - お笑いコンビ「天才ピアニスト」のメンバー

### スポーツ
- 高田直樹 - 登山家

### マスコミ
- 池田弥生 - RNC西日本放送アナウンサー
- 市田ひろみ - 服飾評論家（短期大学部卒業）